# Мерсерсбург (Пенсільванія)
Мерсерсбург (англ. Mercersburg) — місто (англ. borough) в США, в окрузі Франклін штату Пенсільванія. Населення — 1507 осіб (2020).

## Географія
Мерсерсбург розташований за координатами 39°49′55″ пн. ш. 77°54′10″ зх. д. / 39.83194° пн. ш. 77.90278° зх. д. (39.831886, -77.902890).  За даними Бюро перепису населення США в 2010 році місто мало площу 2,34 км², уся площа — суходіл.

## Демографія
Згідно з переписом 2010 року, у селищі мешкала 1561 особа в 668 домогосподарствах у складі 423 родин. Густота населення становила 668 осіб/км².  Було 763 помешкання (327/км²).
Расовий склад населення:
| - 91,9 % — білих - 4,9 % — чорних або афроамериканців - 0,4 % — азіатів - 0,1 % — корінних американців - 1,2 % — осіб інших рас |

До двох чи більше рас належало 1,5 %. Частка іспаномовних становила 2,9 % від усіх жителів.
За віковим діапазоном населення розподілялося таким чином: 24,4 % — особи молодші 18 років, 60,0 % — особи у віці 18—64 років, 15,6 % — особи у віці 65 років та старші. Медіана віку мешканця становила 37,9 року. На 100 осіб жіночої статі у селищі припадало 89,2 чоловіків;  на 100 жінок у віці від 18 років та старших — 87,3 чоловіків також старших 18 років.
Середній дохід на одне домашнє господарство  становив 49 161 долар США (медіана — 40 850), а середній дохід на одну сім'ю — 64 001 долар (медіана — 55 455). Медіана доходів становила 36 000 доларів для чоловіків та 34 821 долар для жінок. За межею бідності перебувало 10,9 % осіб, у тому числі 9,1 % дітей у віці до 18 років та 16,1 % осіб у віці 65 років та старших.
Цивільне працевлаштоване населення становило 751 особа. Основні галузі зайнятості: освіта, охорона здоров'я та соціальна допомога — 26,9 %, виробництво — 18,2 %, роздрібна торгівля — 11,2 %, будівництво — 8,9 %.